# ليودميلا دينيسوفا
ليودميلا ليونتيفنا دينيسوفا (مواليد 7 يوليو 1960) (بالأوكرانية: Людмила Леонтіївна Денісова)، (الروسية: Людмила Леонтьевна Денисовна) هي سياسية أوكرانية، شغلت منصب وزير العمل والسياسة الاجتماعية. تم انتخابها يوم 15 مارس 2018 مفوضة لحقوق الإنسان في أوكرانيا.

## مسيرتها
ولدت دينيسوفا بتاريخ 5 يوليو 1960 بمدينة أرخانغلسك بجمهورية روسيا الاتحادية الاشتراكية السوفيتية، تخرجت من مدرسة أرخانغلسك التربوية سنة 1978، وجامعة لينينغراد الحكومية (جامعة سانت بطرسبرغ الحكومية حاليا) سنة 1989، ومعهد تافريا للمشاريع والقانون سنة 1995.

## روابط خارجية
- Ministry of Social Policy نسخة محفوظة 3 يونيو 2014 at Archive.is